# Contea autonoma di Dongxiang
La contea autonoma di Dongxiang (东乡族自治县S, Dōngxiāngzú ZìzhìxiànP) è una contea autonoma della Cina, situata nella provincia del Gansu.